# Bullrun
Bullrun eller BULLRUN är kodnamnet för det datorprogram som tagits fram av den amerikanska säkerhetstjänsten NSA. Det är framtaget i samarbete med säkerhetstjänstens brittiska motsvarighet, GCHQ, där programmet som är i stort sett identiskt fått kodnamnet Edgehill. Programmen är utformat för att knäcka krypteringskoder.
Tillgång till programmet har en grupp invigda vid NSA och avdelningar för signalspaning inom säkerhetstjänsterna i Storbritannien, Kanada, Australien och Nya Zeeland, tillsammans benämnda ”FiveEyes”. 
Programmet bygger på bakdörrar i programvaror för kryptering, som byggts in sedan mitten på 1990-talet. 
Information om Bullrun läcktes 2013 av Edward Snowden som tidigare varit anställd inom NSA. Enligt Snowden har NSA investerat miljarder dollar sedan 2000, för att göra krypterade uppgifter tillgängliga för myndigheterna.

## Etymologi
Namnet "Bullrun" anspelar på det första slaget vid Bull Run, den första större sammandrabbningen i det Amerikanska inbördeskriget. Den brittiska motsvarigheten Edgehill baseras på motsvarande namngivning – slaget vid Egdehill i det Engelska inbördeskriget. 